# 產經新聞

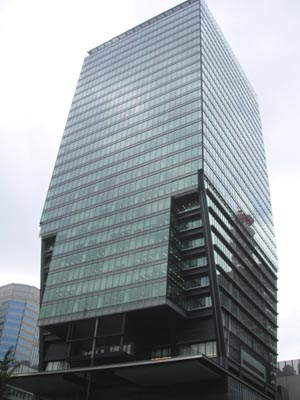
產經新聞東京本社所在地：
東京產經大樓

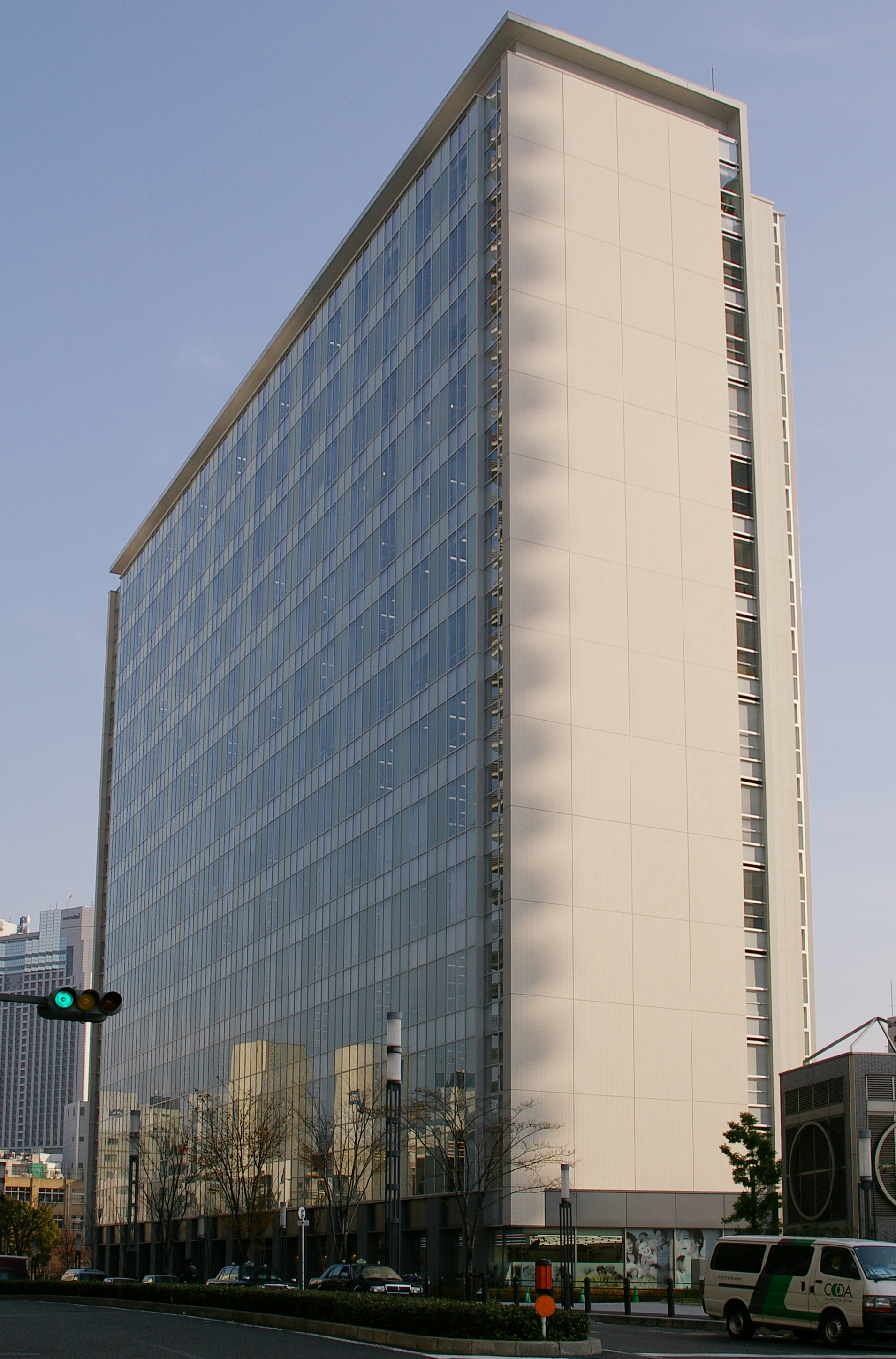
產經新聞大阪本社所在地：
難波產經大樓

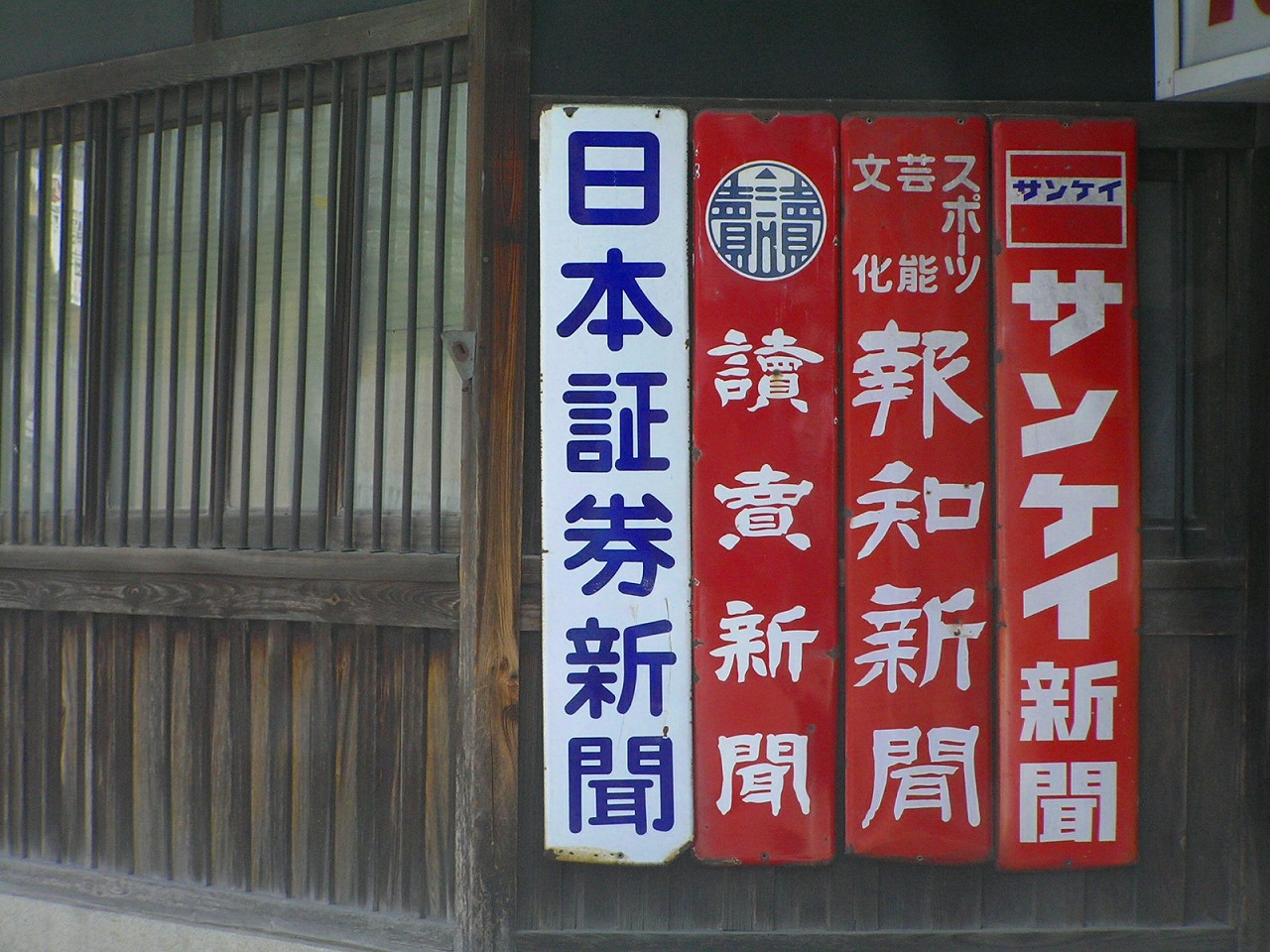
標示日本四份報紙舊題字的四個看板，最右邊的是1969年5月至1988年間的《產經新聞》舊題字

《產經新聞》（日语：〔〕／ Sankei Shimbun）是日本的大都會性報紙之一，傳統上與《讀賣新聞》、《朝日新聞》、《每日新聞》、《日本經濟新聞》、和《中日新聞》（《東京新聞》）並列為日本六大報，立場在六大報中最為保守右翼，被認為偏向民族主義立場。1969年5月至1988年間，報頭題字曾一度改為（也就是將漢字「產經」二字改用音讀的片假名標註）。
產經新聞前身是1933年（昭和8年）6月20日在大阪創刊的《日本工業新聞》，1942年改為現名。二戰後，曾一度轉向自由主義立場，但因經營狀況不佳，1958年後接受住友銀行等財界援助，立場開始轉向右派。產經新聞近年來業績不佳，發行量不斷減少，根據2011年該報自行統計，《產經新聞》每日發行量为日刊160万，晚报53万，日报的发行量位居全日本第七位。現在的《產經新聞》需要富士产经集团对其进行资金支持。
該報的宣傳口號是「不避諱，不一窩蜂，講重點的报纸」。

## 歷史及現狀
前身是1933年（昭和8年）6月20日由前田久吉於大阪開辦的《日本工業新聞》，產經新聞社目前也將這一天作為創辦紀念日。1942年，改名為《產經新聞》。二戰後，創辦人前田久吉因支持軍部發動戰爭遭到公職追放，1950年前田久吉所受處分解除、復職，產經新聞開始在東京發行，成為全國性報紙。1951年，合併世界日報；1955年，東京新本部建成；1956年起，開始在大阪地區發行晚報（即夕刊）。
1958年，因在東京發展過程中欠下過多債務導致經營困難，隨後得到財界注資起死回生。自此以後，論調逐漸從戰後的自由主義立場轉向保守右翼，旗下開始發行《正論》等右派雜誌。1969年5月至1988年間，該報紙曾將報頭題字中的漢字產經改為音讀片假名標註，即改為。2007年後，開始與MSN合作推出新聞。
《產經新聞》的訂戶主要集中在東京地區和以大阪為中心的日本近畿地區（共佔總訂戶數量的90%以上），其他地區訂戶相對較少，在沖繩縣甚至只有285件訂閱。近年來，產經新聞經營困難，甚至不得不開始減少招募新人的規模。2020年10月，《產經新聞》決定縮小發行範圍，集中在東京地區與大阪地區進行販賣，《週刊文春》報導稱《產經新聞》有失去全國性報紙地位的風險。以日報發行量論，《產經新聞》的发行量目前僅位居全日本第七位，低於地方性報紙《东京体育》。

## 論調

### 對日本皇室
該報電子版會開設報紙一個角落報導日本皇室的一動一靜的任何新聞，對天皇及皇室成員抱持絕對支持的主張。

### 對日本政壇
较为亲近自民党，有媒体称其為“自民党推销员”。曾經積極支持小泉純一郎以「内閣総理大臣頭銜」参拜「靖国神社」。這是當時日本報界僅少數支持的報紙之一，另外兩家是三重县的伊勢新聞、岩手县的東海新報。

#### 核能发电
该报较为支持重启核电站，曾发社论批判日本前首相小泉纯一郎废核的说法是“不负责”。

#### 秘密保护法
该报支持特定秘密保護法，同时也强调要保护知情权。

### 對美國
傾向支持共和党、並批判民主党。

### 對中華人民共和国
產經新聞對中华人民共和国政府持批評态度，因此長期不受中國政府歡迎，並被部分中國媒體視為「日本右翼媒體代表」。另一方面，產經新聞對中國的報導頗為重視，在北京设有整合中國大陸和台湾报道的中國總部。是二战之后最早向中国大陆派驻常驻记者的日本媒体之一，也是最早報導出林彪可能死亡的日本報紙。
2021年6月24日，香港特區政府通過港區國安法迫使《蘋果日報》結束營運。產經新聞在當日的頭版刊登此事件，並用中文將《蘋果日報》稱為朋友，表達了對香港民主派民眾的支持。

### 對中華民国
在1949年中華民國政府遷台灣後，基於和國民黨都是反共的立場，很長的一段時間支持中國國民黨總裁兼中華民國總統蒋中正、在日中（中华人民共和国）建交之際有進一步加強與蔣中正關係的趨勢。1974年8月15日～1976年12月25日，在副刊上連載「蔣總統秘錄」。同一時期《中央日報》也做中文連載。
目前產經新聞仍是報導台灣新聞較多的日本主流媒體，在國際新聞還特別闢有關於台海兩岸的專欄。《产经新闻》设有台北支局，行政上为中国总局的分支。作家矢板明夫在2020年至2024年期間擔任台北支局長一職。

### 對朝鮮半島
冷戰時期，該報支持親美、反共的韓國朴正熙政府。但在韓國興起反日的民族主義浪潮後，也開始轉向較多批判韓國的報導，特別是在歷史認識問題上。

## 爭議事件

### 《產經新聞》記者被韓國檢方指控
2014年7月18日，《朝鮮日報》刊登了記者崔普植的專欄文章《圍繞總統的風聞》。兩週後的8月3日，MSN產經新聞（電子版）發表了《產經新聞》前首爾分社長加藤達的報道，標題為《【發自首爾的追蹤報道】沉船之日，朴槿惠總統去向不明……在和誰見面？》。這篇報道主要引用了崔普植的文章內容，涉及朴槿惠總統在2014年4月16日「世越號」客輪沉沒當天的行動，聲稱總統當天與一名男子會面，導致難以聯絡到她。
這篇報道引發了韓國政府、媒體和社會輿論的強烈不滿。韓國總統府向《產經新聞》首爾分社提出抗議，韓國駐日大使館則以「損害名譽」為由要求產經新聞東京總社刪除該報道文章。隨後，首爾地方檢察院傳喚加藤達並禁止其出境，最終於10月8日以違反「資訊通訊網法」罪對其提出不拘留起訴。該法律規定，若以誹謗他人為目的，通過資訊通訊網公開散布謊言，損害他人名譽者，可判處7年以下有期徒刑，取消10年以下資格或處以5000萬韓元以下的罰款。」。

### 批評朴槿惠事件
2015年中華人民共和國抗战胜利70周年阅兵前夕，《產經新聞》于8月31日发表該報政治部委员野口裕之所写的文章抨击出席阅兵仪式的韩国总统朴槿惠，称朴槿惠此舉为“小国侍奉大国以保存自身”的“事大主义”政治活动，并将朴槿惠比喻做1895年被日本刺客暗杀并焚尸的朝鮮王朝明成皇后。
9月1日，韩国执政党新世界党国会代表元裕哲称，《產經新聞》“对韩国国民和祖先的语言暴力”反映了日本军国主义对过去毫无反悔，充分表现出其人面兽心的嘴脸，日本政府应明确认识到如此作为必将导致其孤立无援。韩国外交部另有官员批評日本国内某些人物“不断就历史发表不知羞耻的看法，完全扭曲历史，还通过他们相关的报纸发表令人愤慨的文章”，并要求《产经新闻》“撤回这篇文章，并保证类似事件不再发生”。新世界党代表最高委員朴熺太則認為，歷史上日本才是事大主义發揮到極致的國家，至今都是；韓國人民在日治期間不間斷的發動抗日攻擊活動，1909年10月安重根擊殺了韓國統監伊藤博文，從未有“事大日本”的一天，這是韓國本色。
《產經新聞》駐北京記者最終於抗战胜利70周年阅兵典禮上被取消採訪權，拒發採訪證。日本内阁官房长官菅义伟則婉轉表示了力挺《產經新聞》採訪權的論點，称“已经通过大使馆向中方提出‘希望平等对待’的强烈愿望”。

## 關聯項目
- 安倍晋三
- 石原慎太郎
- 樱井良子
- 自由民主党 (日本)
- 親美
- 親台派
- 反中
- 民族主義

## 外部連結
- 官方网站（日語）
- JAPAN Forward - REAL ISSUES, REAL VOICES, REAL JAPAN. （页面存档备份，存于）（英文）